# Schönhuter Tunnel
Der Schönhuter Tunnel war ein Eisenbahntunnel auf der Bahnstrecke Görlitz–Waldenburg in Niederschlesien. Er wurde in den Jahren 1933 bis 1937 abgetragen und durch einen Einschnitt ersetzt.

## Beschreibung
Im Schönhuter Tunnel unterquerte die Schlesische Gebirgsbahn den Südhang des Birkenberges zwischen den Bahnhöfen Fellhammer (heute: Boguszów Gorce Wschód) und Waldenburg-Dittersbach (heute: Wałbrzych Główny). Nach dem Bau hatte der Tunnel eine Länge von 324 m. 
Der Schönhuter Tunnel lag im Waldenburger Revier über einem Abbaugebiet für Steinkohle. Er wurde durch einen Sicherheitspfeiler gegen Bergschäden geschützt.

## Geschichte
Aufgrund von Gesteinsverschiebungen war der Tunnel bereits im Jahr 1910 einsturzgefährdet. Insgesamt 60 Meter Tunnel an der Südseite wurden abgetragen und durch einen Einschnitt ersetzt. Darüber hinaus wurde die Tunnelröhre mit Beton stabilisiert. Während der Bauarbeiten war die Strecke gesperrt. Sämtlicher Zugverkehr musste über die Strecke Niedersalzbrunn–Fellhammer geführt werden. Der Tunnel hatte danach noch eine Länge von 274 m.
Anfang 1932 traten erneut Schäden auf. Bei laufenden Betrieb auf nur einem Gleis in der Mitte der Tunnelachse wurden die Schadstellen zunächst mit einem Stahlausbau provisorisch gesichert. Außerhalb der Tunnelröhre wurden Stollen aufgefahren, um dort eventuelle geologische Aktivitäten frühzeitig messen zu können. Ab 1933 wurde diskutiert, den Tunnel ganz zu beseitigen. Insbesondere die Kohlegrube hatte starkes Interesse am Abriss des Tunnels, um auch die unter dem Tunnel liegenden Kohlevorräte gewinnen zu können. In den Jahren 1933 bis 1937 wurde er vollständig abgetragen. Heute besteht anstelle des Tunnels ein tiefer Einschnitt.